# Vino župa Aleksandrovac
Vino župa Aleksandrovac (code BELEX : VINZ) est une entreprise serbe qui a son siège social à Aleksandrovac. Elle travaille dans le domaine de l'agroalimentaire.

## Histoire
Vino župa a été fondée en 1956 par la réunion de neuf coopératives agricoles de la région (župa) d'Aleksandrovac. D'abord centrée sur la production de vin, la société a commencé à fabriquer des jus de fruits en 1962. Elle a été transformée en société par actions en 2002.
Vino župa Aleksandrovac a été admise au libre marché de la Bourse de Belgrade le 19 août 2005 et en a été exclue le 21 mai 2012 et a été adminse au marché réglementé.

## Activités
Vino župa produit des jus, des nectars et des sirops de fruits, notamment de pommes, d'oranges, de fraises et de cerises, vendus sous la marque La Vita. Elle propose aussi des fruits congelés, ainsi que des confitures et des compotes de fruits, vendues sous la marque Marmelada, des vinaigres, notamment du vinaigre de pomme, et des produits vinaigrés (cornichons, piments) etc.
Elle produit des vins, rouges, blancs et rosés, ainsi que des liqueurs et des alcools forts, notamment de la rakija de raisin et de fruits.

## Données boursières
Le 20 juin 2013, l'action de Vino župa Aleksandrovac valait 7 500 RSD (65,55 EUR). Elle a connu son cours le plus élevé, soit 18 500 RSD (161,69 EUR), le 17 juin 2008 et son cours le plus bas, soit 634 RSD (5,54 EUR), le 14 novembre 2005.
Le capital de Vino župa Aleksandrovac est détenu à hauteur de 86,65 % par des personnes physiques.